# Compressió per ondetes
La compressió per ondetes és un mètode que s'utilitza en alguns algorismes de compressió amb pèrdues d'àudio, imatge i vídeo. Es basa en l'aplicació de la transformada discreta d'ondeta (en anglès : "Discrete Wavelet Transform" (DWT)) per obtenir els coeficients necessaris per al procés de quantificació de l'algorisme de compressió.

## Introducció
La base fonamental dels principals algorismes de compressió és l'anàlisi de Fourier. En la compressió d'imatge s'aplica la Transformada Discreta del Cosinus (DCT) i en la compressió de veu i àudio la Transformada Discreta de Fourier (DFT). Existeixen altres formes d'anàlisi, una d'elles és l'anàlisi per ondetes utilitzant la Transformada discreta d'ondeta (Transformada Wavelet Discreta). La seva aplicació en els algorismes de compressió és relativament nova, però fa més de 20 anys que es coneix.
Per a la compressió de veu i àudio, al tractar-se de senyals periòdics, l'aplicació de la Transformada Discreta de Fourier és més adequada, perquè representa els senyals a partir d'ones sinusoidals, les quals també són periòdiques. En canvi, per a la compressió d'imatge, com que es tracta de senyals en dues dimensions que no són periòdics, sinó que presenten transicions a causa dels contorns dels objectes, la transformada discreta d'ondeta obté millors resultats, perquè representa el senyal a partir d'elements més simples, les ondetes.

## Mètode: anàlisi perondetes

### Ondetes
Les ondetes són funcions definides sobre un interval finit i amb un valor mitjà zero. La idea bàsica de l'anàlisi per ondetes és representar una funció com una superposició d'un conjunt d' ondetes. Aquestes ondetes s'obtenen a partir d'una ondeta mare, mitjançant retards, escalats i translacions. El nombre d'ondetes existent és enorme.

### Transformada d'ondeta
La transformada d' ondeta consisteix a comparar un senyal amb ondetes. La comparació permet obtenir uns coeficients. Hi ha la possibilitat d'invertir la transformada d' ondeta i recuperar el senyal a partir dels coeficients calculats o bé recuperar una part del senyal només a partir d'uns quants coeficients.

### Transformada discreta d'ondeta (DWT)
Per a la veu, l'àudio i la imatge la informació més important es troba a les baixes freqüències, mentre que a les altes freqüències s'hi troben els detalls. Per exemple, en el cas de la veu, si s'eliminen components amb altes freqüències la veu queda distorsionada però encara s'entén. En canvi, si s'eliminen les components amb baixes freqüències el missatge no s'entén.
Quan s'aplica la transformada discreta d'ondeta a un senyal s'obtenen diferents tipus de coeficients wavelets. Si s'aplica a un senyal de veu o àudio s'obtenen dos tipus de coeficients: aproximacions i detalls. Si en canvi s'aplica a una imatge s'obtenen quatre tipus de coeficients: aproximacions, detalls verticals, detalls horitzontals i detalls diagonals. Els coeficients d'aproximacions contenen la major part de l'energia, és a dir, la informació més important, mentre que els de detalls tenen valors pròxims a zero.
Aquests coeficients obtinguts són els que s'utilitzen en el procés de quantificació dintre de l'algorisme de compressió.

## Exemples d'utilització de la compressió perondetes
- Compressió d'àudio
  - Ogg codecs

- Compressió d'imatge
  - JPEG 2000
  - SPIHT
  - MrSID
  - EZW

- Compressió de vídeo
  - Ogg codecs
  - Tarkin
  - DIRAC
  - Snow
  - Pixlet